# Dead Boys
Dead Boys es una banda estadounidense de punk rock formado en Cleveland en 1976. La banda fue parte de la primera ola del punk temprana, y eran conocidos como uno de los grupos punk más rudos y violentos de la época. Los Dead Boys estuvieron activos desde 1976 hasta 1979, reuniéndose brevemente en 1986, y luego desde 2004 hasta 2005 aunque sin su fallecido líder Stiv Bators. Actualmente, la banda está activa con el guitarrista Cheetah Chrome y el baterista Johnny Blitz de la formación original desde 2017.

## Historia

### Formación del grupo
El guitarrista Cheetah Chrome y el batería Johnny Blitz -junto a quienes posteriormente formarían Pere Ubu, David Thomas y Peter Laughnerl- formaban parte de la banda protopunk Rocket From The Thombs. El grupo resultó demasiado art-rock para Blitz y Chrome, y acabaron abandonando la banda. En el verano de 1975 conocieron a Stiv Bators, y a sus dos amigos: el guitarrista Jimmy Zero y el bajista Jeff Magnum, quienes buscaban realizar versiones de canciones de Iggy Pop, de quien eran seguidores.
Inicialmente se llamaban Frankenstein. Ese mismo año iniciaron su primera gira. Bajo ese nombre sólo llegaron a realizar cuatro giras locales y una demo titulada 'Eve Of The Dead Boys, que contenía tres de las canciones que más tarde se convertirían en clásicos de su repertorio: "Sonic Reducer", "High Tension Wire" y "Down In Flames". Debido a la dificultad de tocar en el conservador circuito de clubes de Cleveland, el grupo se disolvió tan sólo tres meses después.

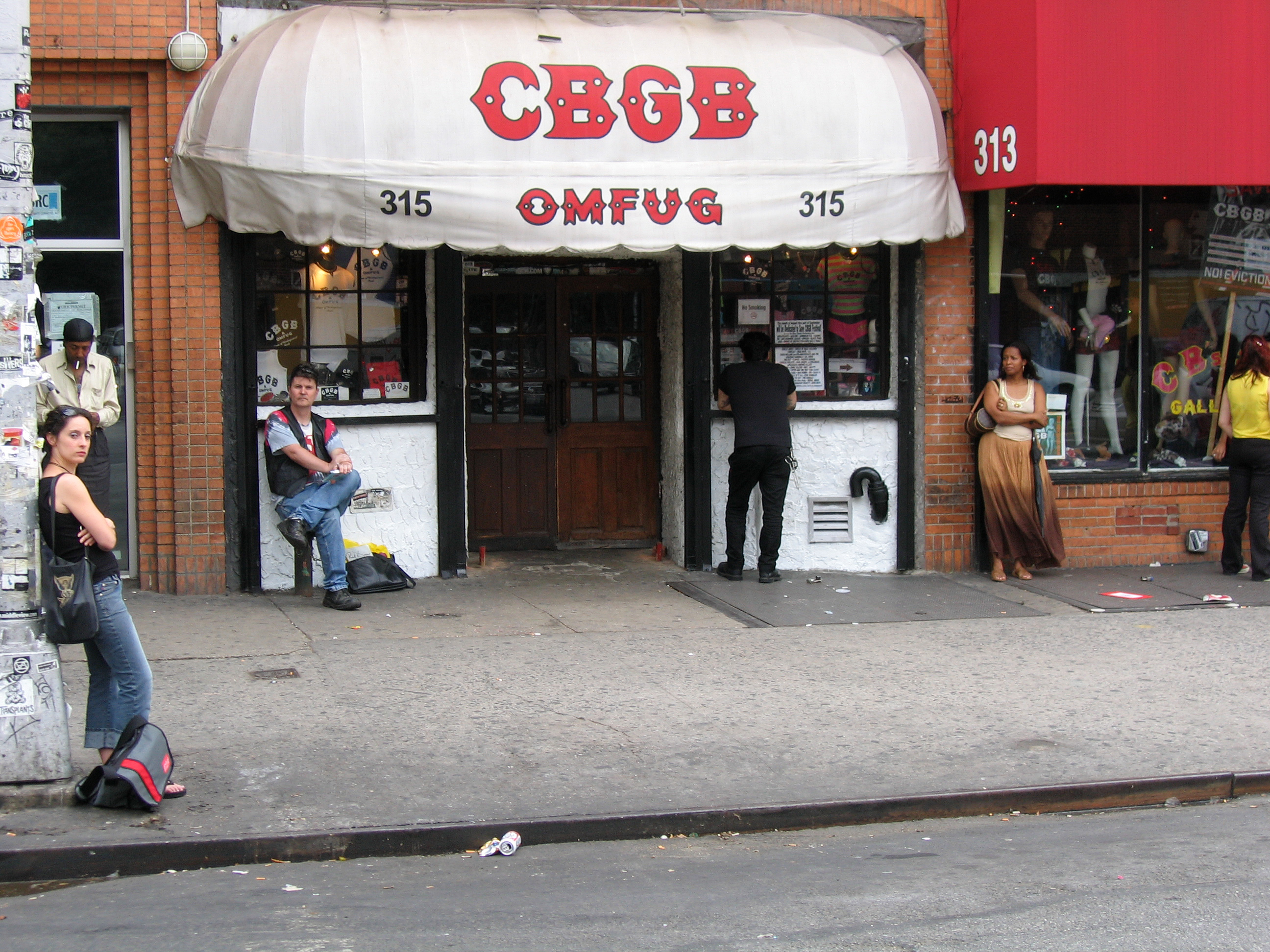
Frente del CBGB, desaparecido club de Nueva York donde se presentaron bandas como Dead Boys, The Ramones, The Dictators y Blondie, icono del desarrollo del Punk Rock y el New Wave.

### Traslado aNueva Yorky primer disco
En la Semana Santa de 1976, Stiv se trasladó a Nueva York, invitado por el respetado guitarrista Johnny Thunders, que en esa época se encontraba plenamente involucrado en su nueva banda de punk rock The Heartbreakers después de haber abandonado The New York Dolls. Seducido por el ambiente de Nueva York, Stiv animó al resto de sus compañeros de Frankenstein a mudarse a la ciudad. El grupo se refundó en 1976 con el nombre de Dead Boys, tomado de su tema "Down in Flames" ("Dead Boy, running scared").
Ya instalados en Nueva York, ciudad en la que Stiv compartió piso con Johnny Thunders y con Michael Monroe (Hanoi Rocks), el grupo empezó a ganar popularidad en la escena neoyorkina. Su primera actuación fue en julio de 1976, en el mítico club CBGB, conocido como un puntal de la expansión del punk rock americano de su época. Apadrinados por Joey Ramone (The Ramones), quien vio potencial en el grupo, sus viscerales e iconoclastas actuaciones, que intentaban reflejar las frustraciones de la juventud de la época, captaron la atención del público. Stiv se contorsionaba, se autolesionaba (llegando en alguna ocasión a tener que ser hospitalizado por los cortes que se infringía), y su actitud escénica se correspondía con la crudeza e inmediatez de su música. Su lema era "Fuck art, let's rock!" ("Que se joda el arte, vamos a rockear").
The Dead Boys comenzaron a actuar regularmente en el CBGB y a frecuentar los ambientes punk neoyorquinos. Telonearon a The Damned en tres ocasiones, dejando una fuerte impresión en crítica y público. Conocieron a Seymour Stein, quien ya había fichado a The Ramones a través de Hilly Kristal, el dueño del CBGB; Stein se sintió impactado por el potencial del grupo, que poco después fichó por Sire Records.
En 1977, año conocido por la gran explosión del punk inglés, grabaron su álbum de debut, Young, Loud and Snotty, producido por Genya Ravan. Su canción bandera, y primer corte del disco, "Sonic Reducer" es reconocida como uno de los temas más emblemáticos del punk rock, y considerada casi un himno de este género musical
.

### Segundo disco: "We Have Come For Your Children". Disolución
A finales de 1977, la banda emprendió una exitosa gira que les llevaría, junto a The Damned, por Inglaterra. Tras regresar a EE. UU., comenzaron a grabar en Ohio las demos de lo que sería su nuevo álbum, grabado en Miami, en los Criteria Studios. El disco se tituló We Have Come For Your Children ("Hemos venido a por vuestros hijos"); se publicó en 1978, y le siguió una gira de cuatro meses por Estados Unidos.
El disco fue producido por Felix Pappalardi (ex-Mountain), pero la relación entre Pappalardi y el grupo no funcionó, ya que el productor no estaba habituado al tipo de rock interpretado por el grupo y a la manera de producirlo; ello repercutió en un sonido de inferior calidad al de su primer álbum, y no consiguió capturar por entero la intensidad de la banda. El disco contiene, sin embargo, algunos de los clásicos del grupo, como "3rd Generation Nation", "I won't look back", o la famosa "Ain't it fun", versionada más tarde en 1993 por Guns N' Roses con la voz de Michael Monroe (Hanoi Rocks).
La gira por EE. UU. estuvo salpicada de problemas: el grupo se quedó sin dinero y se vio obligado a regresar a Cleveland. El batería Johnny Blitz fue ingresado entonces en cuidados intensivos, pues había sufrido graves heridas.
Sire Records presionó al grupo para modificar su imagen y acercar su sonido a los patrones del punk inglés que estaba triunfando en esos años, a lo cual se negaba la banda. Al mismo tiempo que Blitz estaba ingresado en el hospital, Sire decidió no renovar su contrato con el grupo. Unos meses después de la separación, el grupo tuvo que reunirse para grabar un disco en directo, resultado de sus obligaciones contractuales con Sire; fue la última reunión de los Dead Boys. Para vengarse, Bators cantó lejos del micro, asegurándose así de que Sire no pudiera editarlo sin su colaboración; el resultado fue material impublicable. Cuando se publicó finalmente a través de Bomp! Records, bajo el título "Night of the living Dead Boys", las voces habían sido regrabadas por Stiv. El disco publicado en Bomp!, incluía un tema nuevo, "Detention Home", un descarte de su segundo LP, "We have come for your children".

### Trayectoria post-disolución
Bators integró entonces el grupo Lords of The New Church, con Brian James (ex-The Damned) y Dave Tregunna (ex-Sham 69), enfocando su estilo hacia un Post punk menos agresivo y más oscuro, con letras más intelectuales y muy trabajadas; la banda se convertiría en una de las formaciones básicas y más influyentes del rock siniestro y el post punk, siendo muy recordados temas como "Russian Roulette" o "Dance with me". Asimismo grabó varios discos en solitario, algunos de los cuales se editaron en vida, y otros lo hicieron póstumamente. Su disco en solitario "Disconnected", en el que jugó con melodías de Bubble-gum y Pop con una fuerte influencia de los años 50 y 60, es considerado un clásico del power pop.
The Dead Boys se reunieron para varios conciertos durante los 80. Reeditaron su primer álbum, bajo el título de Younger, Louder and Snottier en 1989, a partir de un casete con demos sin producción, atribuidas a un joven Bob Clearmountain, asistente de estudio en aquella época.
Stiv Bators falleció en París en 1990, atropellado por un coche. Inicialmente pareció no sufrir daño alguno, pero fallecería en su casa por heridas internas. Se encontraba en la ciudad francesa grabando el que sería su último trabajo, póstumamente titulado Last Race.

## Influencia musical y cultural
En julio de 1997 Bomp! reeditó Younger, Louder & Snottier, los remixes de su primer álbum, y consideró el proyecto de editar una grabación inédita en vivo. Se encuentra también en negociaciones para adquirir los derechos de su segundo álbum, We Have Come For Your Children, aquejado actualmente de un déficit de apoyo discográfico con respecto a su primer trabajo, con el propósito de remezclarlo con el guitarrista Cheetah Chrome.
The Dead Boys todavía son una influencia reconocible para bandas modernas como D-Generation, y su influencia es reconocible en nuevas bandas punk; son a menudo citados y recordados en la prensa musical. 
Formaron parte del núcleo de la escena de la primera oleada del punk nacida por primera vez en Estados Unidos junto con The Ramones, The Heartbreakers, The Voidoids y Blondie. Habían absorbido el estilo musical y visual del proto-punk de The Stooges (USA) igual que había ocurrido en Inglaterra con Sex Pistols y The Damned y lo llevaron un paso más allá, en términos de nihilismo, masoquismo, provocación, vulgaridad y violencia. 
Varios grupos han realizado versiones y homenajes a la banda, entre ellos; Demolition 23 que le dedicó una canción titulada "Dead Time Stories" (escrita por Michael Monroe), la letra de la canción contiene varias referencias a Bators y su música perteneciente a su álbum homónimo "Demolition 23" que publicaron en 1994 y que es un álbum a la memoria de Bators. La banda también hizo una versión de "Ain’t Nothin To Do", del disco de Dead Boys "Young, Loud & Snotty"; Pearl Jam, que acostumbra a interpretar en directo el himno "Sonic Reducer"; Michael Monroe de (Hanoi Rocks), que fue compañero de piso de Stiv Bators en Nueva York y que es un reconocido admirador de su persona y obra, sin que pierda ocasión de recordar su memoria en sus entrevistas, acostumbrando a versionear en su carrera en solitario temas de los Dead Boys y Bators, entre ellos "What Love Is".
Los dos álbumes Use Your Illusion de los Guns N’ Roses junto con Michael Mone incluían la línea ‘Ain’t It Fun – Stiv Bators’ en sus libretos, posteriormente también publicar más tarde una versión de "Ain’t It Fun" como sencillo de promoción de su disco de versiones The Spaghetti Incident?, que también se publicó en su disco de grandes éxitos.
The Bators es una banda de Montreal llamada así en tributo a Stiv Bators.
La banda australiana Hard-Ons abrían su disco Most People Are A Waste Of Time (2006) con una canción llamada "What Would Stiv Bators Do?" (¿Qué haría Stiv Bators?).
El disco Neptuno Child de la banda china joyside es un tributo a Stiv Bators y Johnny Thunders.
Los Dead Boys fueron recordados en su día como uno de los puntales del punk rock, por sus salvajes actuaciones en vivo, y por la característica personalidad de su líder Stiv Bators, quien fue una influencia básica en el punk rock, el post-punk, el rock gótico, entre otros.

## Miembros
- Jake Hout - Voz, (2017-presente)
- Cheetah Chrome (Gene O'connor) - Guitarra líder, (1976-1979, 1987, 2004-2005, 2017-presente)
- Jason Kottwitz - Guitarra rítmica, (2017-presente)
- Ricky Rat - Bajo, (2017-presente))
- Johnny Blitz - Batería, (1976-1979, 1987, 2004-2005, 2017-presente)

### Miembros anteriores
- Stiv Bators (Steve Bator) - Voz, (1976-1979, 1987)
- Jimmy Zero (William Wilden) - Guitarra rítmica, (1976-1979, 1987, 2004-2005)
- Jeff Magnum (Jeff Halmagy) - Bajo, (1976-1979, 1987, 2004-2005)

## Discografía

### Álbumes de estudio
- Young, Loud and Snotty - Sire Records 1977
- We Have Come for Your Children - Sire Records 1978
- Still Snotty: Young, Loud and Snotty at 40 - Plowboy Records 2017

### Álbumes en vivo
- Night of the Living Dead Boys - Bomp! Records 1981
- The Return of the Living Dead Boys - Revenge Records 1987 (Import/France)
- Liver Than You'll Ever Be - Various Labels 1988 (Import/Various)
- Twistin' on the Devil's Fork: Live At CBGB's - Hell Yeah Records / Bacchus Records 1998
- All This and More - Bomp! Records 1998

### 7" Singles
- Sonic Reducer - Sire Records 1977
- Tell Me - Sire Records 1977
- Search and Destroy - Revenge Records 1977 (Import/France)
- Buried Gems - Cold Front Records 2000